# Chainat
Chainat (in thailandese ชัยนาท, trascritto anche Chai Nat) è una città minore (città minore) della Thailandia di 12 105 abitanti (2018). Il territorio comunale occupa una parte del distretto di Mueang Chainat, che è capoluogo della Provincia di Chainat, nel gruppo regionale della Thailandia Centrale. In città hanno sede il governo provinciale e distrettuale.

## Geografia fisica

### Territorio
Chainat è bagnata dal fiume Chao Phraya e si trova nella parte centro-settentrionale della pianeggiante Thailandia Centrale. Nei dintorni settentrionali della città, il Chao Phraya si sdoppia e forma con l'effluente Tha Chin una lunga valle che si estende a sud fino al mare. A circa 30 km a ovest della città inizia la zona collinare, contrafforte dei monti del Tenasserim che segnano il confine con la Birmania. La capitale Bangkok si trova circa 200 km di strada a sud di Chainat.

### Clima
Il clima di Chainat è tipico di una zona tropicale. Secondo la classificazione dei climi di Köppen è del tipo Aw (climi tropicali piovosi con stagione secca nel trimestre freddo). La temperatura media annua è di 28,1 °C con i mesi più caldi tra febbraio e maggio e i più freddi tra novembre e gennaio. La stagione delle piogge dura da maggio e ottobre e la media annuale delle precipitazioni è di 1187 mm; il mese più piovoso è settembre con quasi 280 mm di media e i meno piovosi sono dicembre e gennaio, con precipitazioni vicine allo zero.

## Origini del nome
In questa zona le truppe del Regno di Ayutthaya respinsero diverse volte gli invasori birmani e per questo la città prese il nome Chainat, che significa luogo di vittoria.

## Storia
La zona in cui sorge la città è abitata da tempi remoti, come testimoniano vari reperti archeologici rinvenuti e il Wat Mahathat, che risale al periodo Dvaravati. In seguito Chainat fu parte del Regno di Sukhothai e attorno alla metà del XIV secolo l'esercito di re Ramathibodi I, fondatore del Regno di Ayutthaya, invase per la prima volta i territori di Sukhothai e si impadronì di Chainat. Il re di Sukhothai negoziò la pace, Ramathibodi accettò le proposte e la città fu restituita. Fu l'inizio del declino di Sukhothai, che nei decenni successivi sarebbe diventato vassallo di Ayutthaya.
Nel periodo di Ayutthaya, la piatta valle tra il Chao Phraya e il Tha Chin che si sviluppa da Chainat verso sud fu l'unica coltivata a riso nell'intero Siam, a quel tempo ricoperto da fitte foreste. Queste condizioni si protrassero fino alla prima metà dell'Ottocento. In origine la città si trovava nella zona dell'odierna Sankhaburi, alcuni chilometri più a sud, e la sua popolazione si spostò nel sito odierno durante il regno di Rama IV. Nel febbraio 1957 fu inaugurata pochi chilometri a nord-est di Chainat la diga sul Chao Phraya.

## Monumenti e luoghi d'interesse

### Architetture religiose
- Wat Phra Boromathat Worawihan (in thai: วัด พระบรม ธาตุ วรวิหาร) - tempio buddhista nei pressi della diga sul Chao Phraya, con un chedi del XV secolo in stile Srivijaya.
- Wat Thammamun Worawihan (วัด ธร ร มูล วิหา วิหารวิหาร) - tempio buddhista del periodo di Ayutthaya ai piedi della collina Thammamun, circa 8 km fuori città.

### Architetture civili
- Museo nazionale Chainat Muni (พิพิธภัณฑสถาน แห่ง ชาติ ชัยนาท มุนี) - nei pressi di Wat Boromathat, con antiche statue di Buddha.

### Aree naturali
- Parco ornitologico di Chainat (in thai: สวน นก ชัยนาท) - vasto parco a quattro km dalla città.

## Economia
I dintorni della città sono in una zona rurale in cui la principale coltura è quella del riso. L'irrigazione è garantita dai fiumi vicini e dalla diga sul Chao Phraya, che ha causato dei danni nel 2006. Tra i prodotti dell'artigianato vi sono quelli tessili, ceramiche e cesti in vimini.

## Sport
La società calcistica più importante è il Chainat Hornbill Football Club, fondata nel 2009, che ha disputato vari campionati in Thai Premier League (il massimo livello del calcio thai) e ha vinto la Thai FA Cup del 2016.